# サンス・パレイル (戦艦)
| HMS Sans Pareil | |
| 艦歴            | |
| 起工            | 1885年4月21日 |
| 進水            | 1887年5月9日 |
| 竣工            | 1891年7月8日 |
| その後          | 1907年4月9日に売却 |
| 性能諸元        | |
| 排水量          | 10,470トン |
| 全長            | 110 m（370 ft） |
| 全幅            | 21 m（70 ft） |
| 吃水            | 8.2 m（26 ft 9 in） |
| 機関            | ハンフリー&テナント三段膨張式蒸気機関 2軸 平常 8,000馬力 最大 14,482馬力 |
| 速力            | 平常 16 ノット、最大 17.75 ノット |
| 乗員            | 550名 |
| 兵装            | 41.3cm連装砲 1基 25.4cm単装砲 1基 15.2cm単装砲 12基 5.7cm単装6ポンド砲12門 魚雷発射管 6門 |
| 装甲            | 舷側装甲帯: 460 mm（18 in） 隔壁: 410 mm（16 in） 砲塔: 430 mm（17 in） シタデル: 460 mm（18 in） 砲塔前部: 150 mm（6 in） 砲塔後部: 76 mm（3 in） 司令塔側面: 360 mm（14 in） 司令塔上面: 51 mm（2 in） 甲板: 76 mm（3 in） |

サンス・パレイル (HMS Sans Pareil) は、ヴィクトリア朝時代のイギリス海軍の戦艦。2隻のみのヴィクトリア級戦艦の2番艦。名前はフランス革命戦争時代にフランスから捕獲した戦列艦の艦名に拠る。

## 概要
本艦の設計要素を決定するにあたり、海軍本部が要求したのは、主砲の露砲塔（バーベット）装備から砲塔（ターレット）装備への復帰であった。サンス・パレイルは姉妹艦ヴィクトリアよりわずかに遅れて竣工したため、イギリス史上最後の、主砲塔を1基しか持たない戦艦となった。
可能な限り口径の大きい主砲を装備したいという要望と、先行するアドミラル級戦艦のほとんどに装備された343 mm（13.5インチ）砲のウーリッジ工廠での生産の遅れが、主砲口径の選択に影響した。同じ理由から、アドミラル級の最後の戦艦ベンボウは同級の他の艦よりも大きな口径の砲を（バーベット式に）装備した。大口径砲の採用と、ターレットがバーベットより重いという事実から、海軍本部の要求する排水量の範囲内では、（ベンボウのように）2門の砲を前部と後部に分けて配置することは不可能となった。その結果、2門とも一つの砲塔に納められ、上構の前方に置かれることとなった。後方への火力不足に対しては、軽度の装甲を施した254 mm（10インチ）砲1門が上構の後部に装備された。この主砲は、500ポンドの重量の砲弾を毎秒620 m（2,040フィート）の初速で発射することが可能であり、理論上、1,000ヤード（910 m）の距離から518 mm（20.4インチ）の鉄板を撃ち抜くことができた。
一方、エルズウィック工廠での413mm（16.25インチ）砲の製作にも遅れが生じており、実際、アドミラル級とサンス・パレイルの起工から完成までの期間は、ほとんど同じだった。
サンス・パレイルは、ナサニエル・バーナビーが設計した最後の戦艦となった。

## 艦歴
テムズ鉄工造船所で建造。サンス・パレイルは1891年7月8日にチャタムで就役して演習に参加し、その後予備艦となった。1892年2月に地中海艦隊に配属され、1895年4月に引退してシアネスの港湾防備艦となるまでそこにとどまった。1899年4月から1900年1月にかけて改装され、さらに1904年1月までシアネスの港湾防備の任務を継続した。1907年、第一海軍卿フィッシャー提督が推進した艦隊近代化計画の一環として、スクラップとして売却された。